# الیور فینی
الیور فینی (انگلیسی: Oliver Finney؛ زادهٔ ۱۵ دسامبر ۱۹۹۷) بازیکن فوتبال اهل بریتانیا است.
از باشگاه‌هایی که در آن بازی کرده‌است می‌توان به باشگاه فوتبال کرو آلکساندرا اشاره کرد.